# Виктор Эммануил II
Викто́р Эммануи́л II (итал. Vittorio Emanuele II; 14 марта 1820, Турин, Сардинское королевство — 9 января 1878, Рим, Королевство Италия) — король Сардинского королевства (Пьемонта) c 1849 года, из Савойской династии; первый король единой Италии нового времени с 1861 года (столица — Турин, с 1865 года — Флоренция, с 1871 года — Рим). 
Некоторые историки приписывают королю выдающиеся заслуги в объединении Италии. На самом деле осуществлением объединения руководил Д. Гарибальди, а подготовкой — граф Камилло Кавур. Король славился простым обхождением, за что снискал любовь итальянского народа.

## Наследный принц
Виктор Эммануил родился в 1820 году и ещё наследным принцем проявил в войне с Австрией 1848—1849 годов выдающуюся храбрость.
8 октября 1845 года был награждён российским орденом Св. Андрея Первозванного.

## Начало правления
Вступив на престол Сардинии после того, как отец его, король Карл Альберт, разбитый при Новаре, удалился в Испанию, Виктор-Эммануил II заключил с Австрией мир на довольно тяжких для страны условиях: австрийцы получили крупную контрибуцию, и оккупационный корпус их долгое время оставался в Пьемонте. Мир мог быть заключён и на более лёгких условиях, но лишь при отмене конституции, но Виктор-Эммануил II не пожелал нарушать обязательство, данное народу его отцом. Благодаря этому, он заслужил доверие народа и популярность, почти равную с популярностью Гарибальди. Только пользуясь этим, Виктор-Эммануил II мог напрячь все финансовые средства страны (увеличив государственный долг в 4 раза) для реорганизации армии, которая стараниями военного министра, генерала Ламарморы, была доведена до блестящего состояния и увеличена до 100 000 человек.

## Крымская война
Чтобы дать ей нужный боевой опыт и в то же время укрепить дружеские отношения с Францией, Виктор-Эммануил II принял участие в Восточной войне и послал под Севастополь 15 тысячный корпус под командой генерала Монтевеккио. Это обстоятельство дало возможность Сардинии иметь своего представителя на Парижском конгрессе 1856 года, где Кавур в блестящей речи, направленной против Австрии, изложил положение и нужды Италии.

## Война с Австрией
В 1858 году тот же Кавур, отправленный Виктором-Эммануилом II в Пломбьер для свидания с Наполеоном III, достиг того, что последний обязался объявить Австрии войну и уступить Пьемонт, Ломбардию и Венецию взамен Ниццы и Савойи. Война началась, и после побед франко-сардинских войск (битвы при Палестро, Мадженте и Сольферино, в которых принимал личное участие сам Виктор-Эммануил II, судьба Италии была решена по Виллафранкскому миру следующим образом: Ломбардия досталась Пьемонту (взамен Виктор Эммануил уступил Наполеону III Ниццу и Савойю), Венеция осталась за Австрией, из остальной же Италии предполагалось составить федерацию под председательством папы Пия IX. Постановления Виллафранкского мира вызвали страшное негодование во всей Италии, и выполнить их оказалось невозможно; Пий IX отказался сделать какие бы то ни было уступки, Тоскана, Модена, Романья и Парма не пожелали принять своих герцогов и избрали главой своего союза Гарибальди, поручив ему присоединиться к Пьемонту.

## Король Италии
Вынужденный положением вещей, Наполеон III, оставив за собой Савойю и Ниццу, согласился на присоединение Тосканы, Пармы, Модены и Романьи к Пьемонту, и Виктор-Эммануил II народным голосованием был признан королём этих провинций (1860 год) и 14 марта 1861 года принял титул короля Италии под именем Виктора-Эммануила II. Разгневанный римский папа Пий IX отлучил Виктора-Эммануила от церкви.

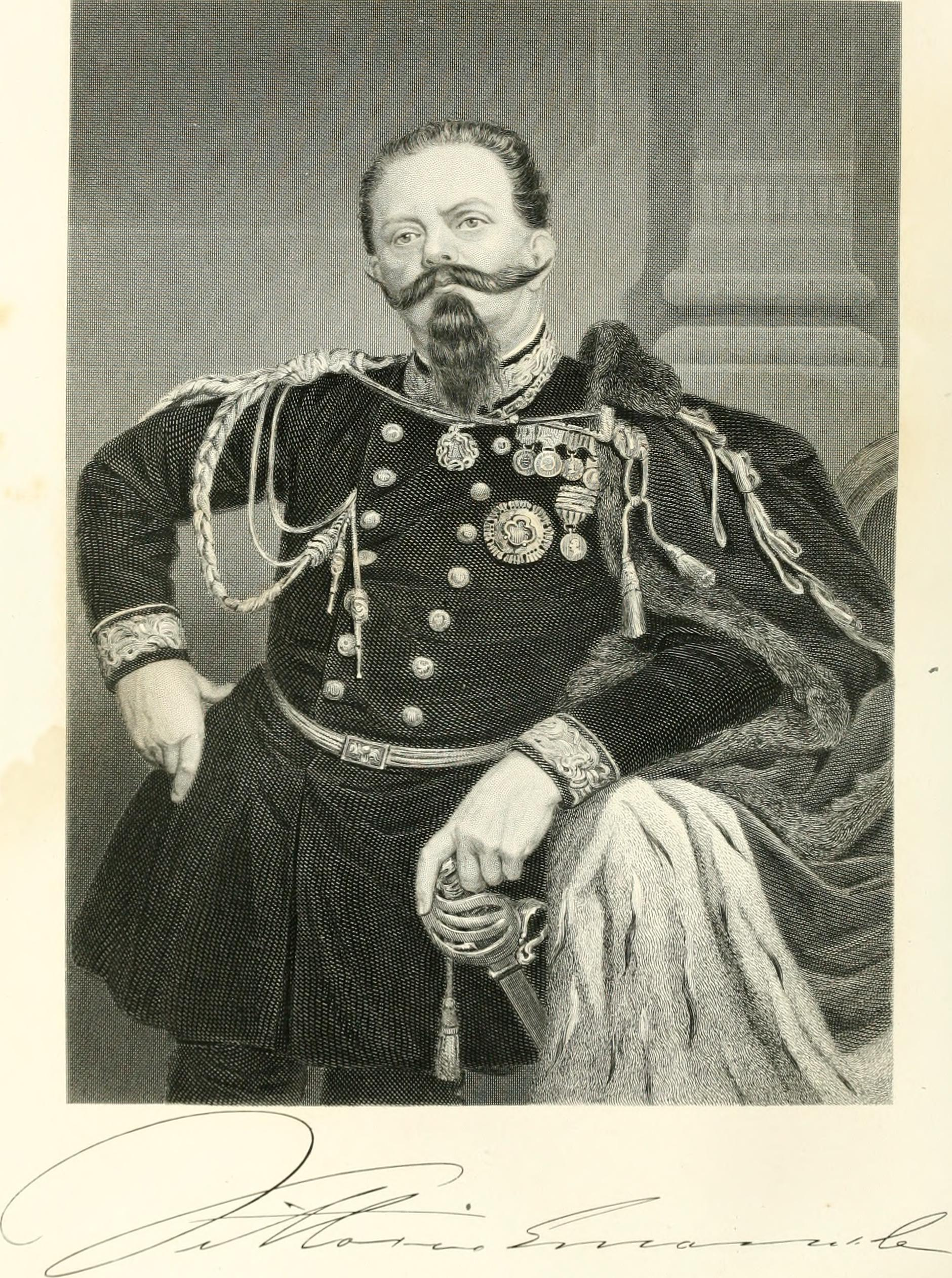
Виктор Эммануил II, 1872

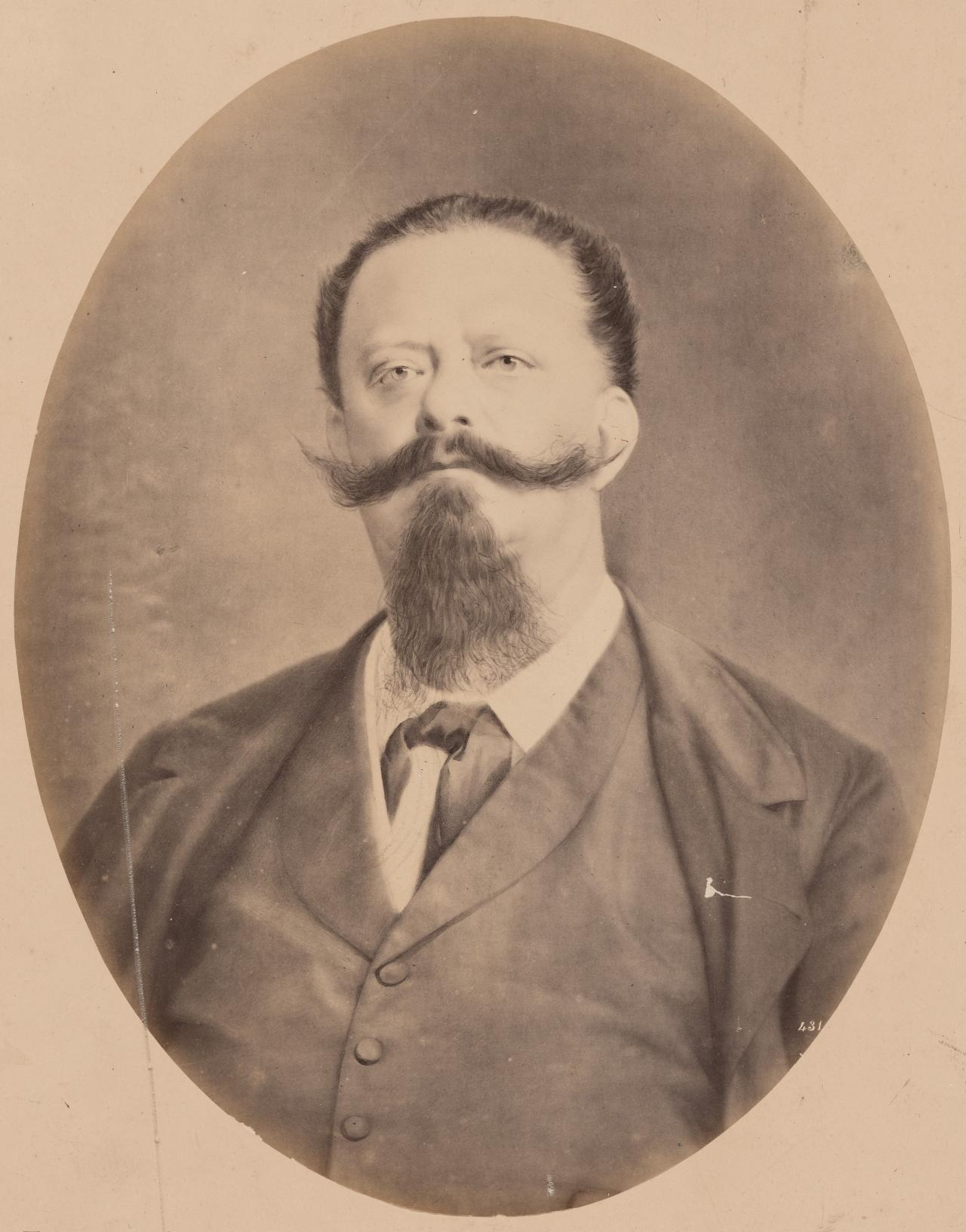
Король Виктор Эммануил II. Середина 1870-х гг.

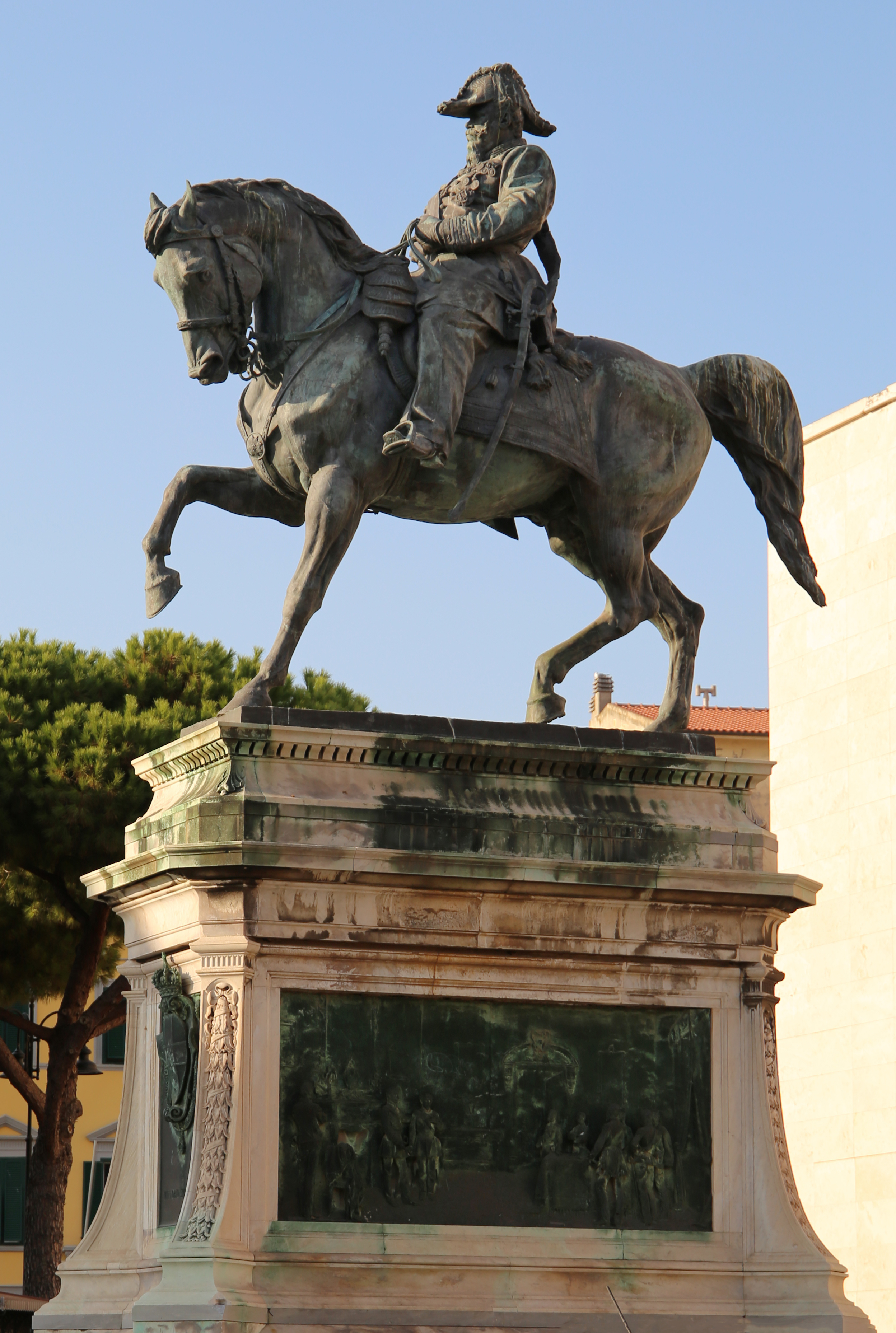
Конный памятник королю в Ливорно

Хотя в одном из первых же заседаний парламента Рим и был назван «столицей Италии», но он был занят французскими войсками. Не будучи в состоянии заняться его завоеванием, так как финансы государства были расстроены постоянными войнами и ощущалась крайняя необходимость заняться внутренними делами, Виктор-Эммануил II решил дипломатическим путём добиться удаления из Рима французских войск. После долгого колебания Наполеон III согласился вывести в течение двух лет свои войска из Италии, но при условии, что Рим никогда не будет её столицей и у папы останется собственное войско. Народ не желал, однако, принимать этих условий, и в Турине вспыхнул мятеж, энергично усмирённый Виктором-Эммануилом II.
В 1866 году Виктор-Эммануил II заключил с Пруссией оборонительный и наступательный союз против Австрии, по которому мир мог быть заключён не иначе как с общего согласия. За это Бисмарк обещал вернуть Италии Венецию. Тогда Австрия предложила Виктору-Эммануилу II получить Венецию даром, но Виктор-Эммануил II не захотел нарушать договора с Пруссией и выставил свои войска для её поддержки в начавшейся тогда уже войне с Австрией, но они действовали очень неудачно. Тем не менее, Австрия войну проиграла. По Венскому мирному договору 1866 года, Венецианская область отошла к Италии, а в конце 1866 года французские войска покинули Рим, простояв там 17 лет. Тогда Гарибальди двинулся на завоевание Рима, но был разбит французами в 1867 году у Ментоны, и французские войска снова заняли Папскую область. Наполеон подозревал Виктор-Эммануила II в сочувствии Гарибальди, и это послужило причиной охлаждения отношений между Францией и Италией.

## Взятие Рима
Во время франко-прусской войны 1870—1871 годов Италия не поддержала Францию, Седанская же катастрофа окончательно освободила её от французов. Раньше чем взяться за оружие для приобретения Рима, Виктор-Эммануил II пытался уговорить папу отказаться от светской власти, но, видя бесполезность переговоров, приказал войскам бомбардировать столицу Пия IX. Рим быстро сдался. Папские войска были распущены.
26 октября 1871 года состоялось постановление парламента о перенесении столицы королевства из Флоренции в Рим.

## Последние годы
В 1873 году Виктор-Эммануил II посетил императора Вильгельма I и Франца-Иосифа в Берлине и Вене и дипломатическими переговорами содействовал возникновению т. н. «Тройственного Союза».
9 января 1878 года Виктор-Эммануил II умер.

## Личность. Память о короле

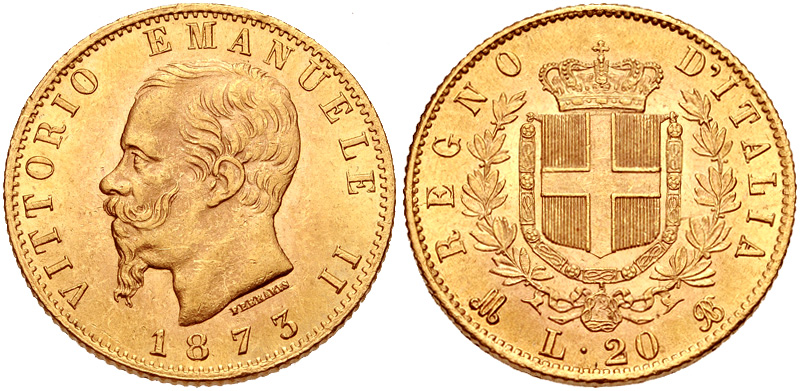
Король на золотой монете в 20 Лир, 1873 г.

В памяти народной он остался великим борцом за свою страну и её объединителем. Сам Виктор, несмотря на страсть к охоте и многочисленные любовные похождения, был человеком достаточно мужественным и трезвомыслящим, чтобы справляться со своими королевскими обязанностями. Не обладая большим умом, по-солдатски грубоватый и непринуждённый, он, однако, имел много простого здравого смысла и деловой проницательности. Виктор отлично понимал, что Пьемонт в силу своего географического, экономического и политического положения может быть для итальянских патриотов центром сплочения сил, и чтобы это поддержать, вёл либеральный курс во внутренней политике, а во внешней держался решительно и смело против Австрии. Это, по сути, и был его вклад в дело объединения Италии. Остальное сделали за него другие. Престолом был обязан Камилло Кавуру, руководившему объединением Италии.
Во многих городах Италии ему воздвигнуты памятники; лучшие — в Риме (Витториано), Милане и в Сан-Мартино (на Сольферинском поле сражения). Имя Виктора-Эммануила носит грандиозный торговый центр в Милане (Галерея Виктора-Эммануила).

## Семья

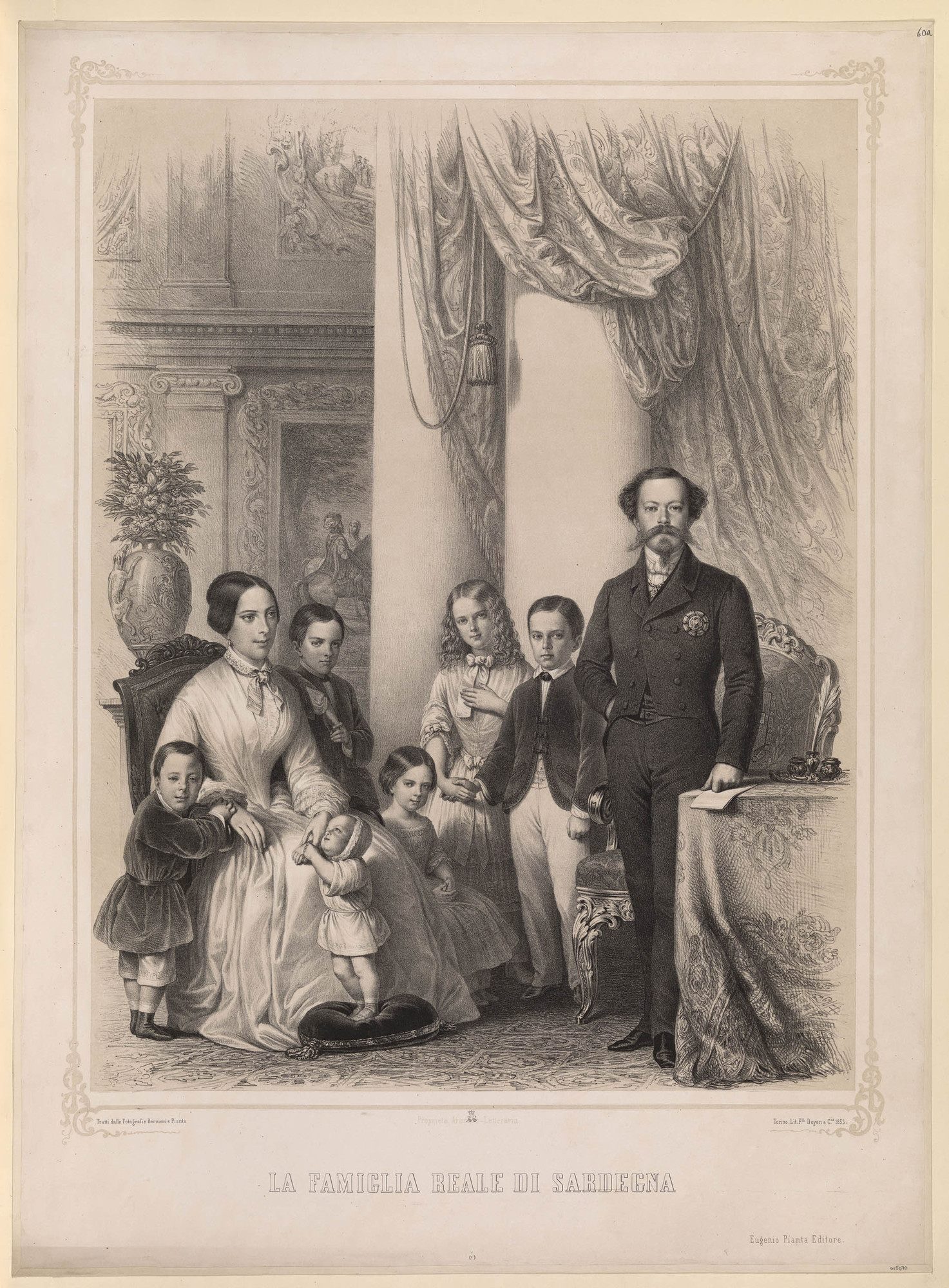
Адельгейда с мужем и детьми

В 1842 году он женился первый раз на своей двоюродной сестре Адельгейде Австрийской (1822—1855), дочери габсбургского вице-короля Ломбардии Райнера Иосифа, у них родились восемь детей, из которых выжили пять:
- Клотильда (1843—1911), замужем за принцем Наполеоном («Плон-Плоном»), двоюродным братом Наполеона III,
- Умберто I (1844—1900) унаследовал от отца корону Италии,
- Амадей (1845—1890), король Испании (1871—1873), герцог Аоста (1845—1890),
- Оттон Савойский (герцог Монферрато) (1846—1866),
- Мария Пиа (1847—1911), супруга короля Португалии Луиша I.
- Карло Альберто (1851—1854)
- Виктор Эммануил (1852), умер при рождении
- Виктор Эммануил (1855), прожил 4 месяца

Второй раз он женился на своей давней любовнице Розе Верчеллане, которая родила ему ещё двух внебрачных детей.
Похоронен в римском Пантеоне. Надпись на надгробии в Пантеоне гласит: «PADRE DELLA PATRIA» (Отец Отечества). Величественный памятник Виктору Эммануилу II на площади Венеции в Риме имеет в народе ироническое прозвище «macchina da scrivere» («Пишущая машинка»). Также ему установлено множество памятников в других городах Италии: конный памятник в Венеции, статуя 1892 г. в Пизе, памятник в Падуе работы скульптора Одоардо Табакки и др.